# Lemhi County
Lemhi County ist ein County im Bundesstaat Idaho der Vereinigten Staaten. Der Verwaltungssitz (County Seat) ist Salmon.

## Geographie
Das County liegt im mittleren Norden von Idaho, grenzt sowohl im Norden als auch im  Nordosten an Montana und hat eine Fläche von 11.835 Quadratkilometern, wovon 14 Quadratkilometer Wasserfläche sind. Es grenzt im Uhrzeigersinn an folgende Countys: Idaho County, Valley County, Custer County, Butte County und Clark County.

## Geschichte
Lemhi County wurde am 9. Januar 1869 aus Teilen des Idaho County gebildet. Benannt wurde es nach Fort Lemhi, das nach einer Figur aus dem Buch der Mormonen benannt wurde.
Im Lemhi County liegt eine National Historic Landmark, der Lemhi Pass. 14 weitere Bauwerke und Stätten sind im National Register of Historic Places eingetragen.

## Demografische Daten

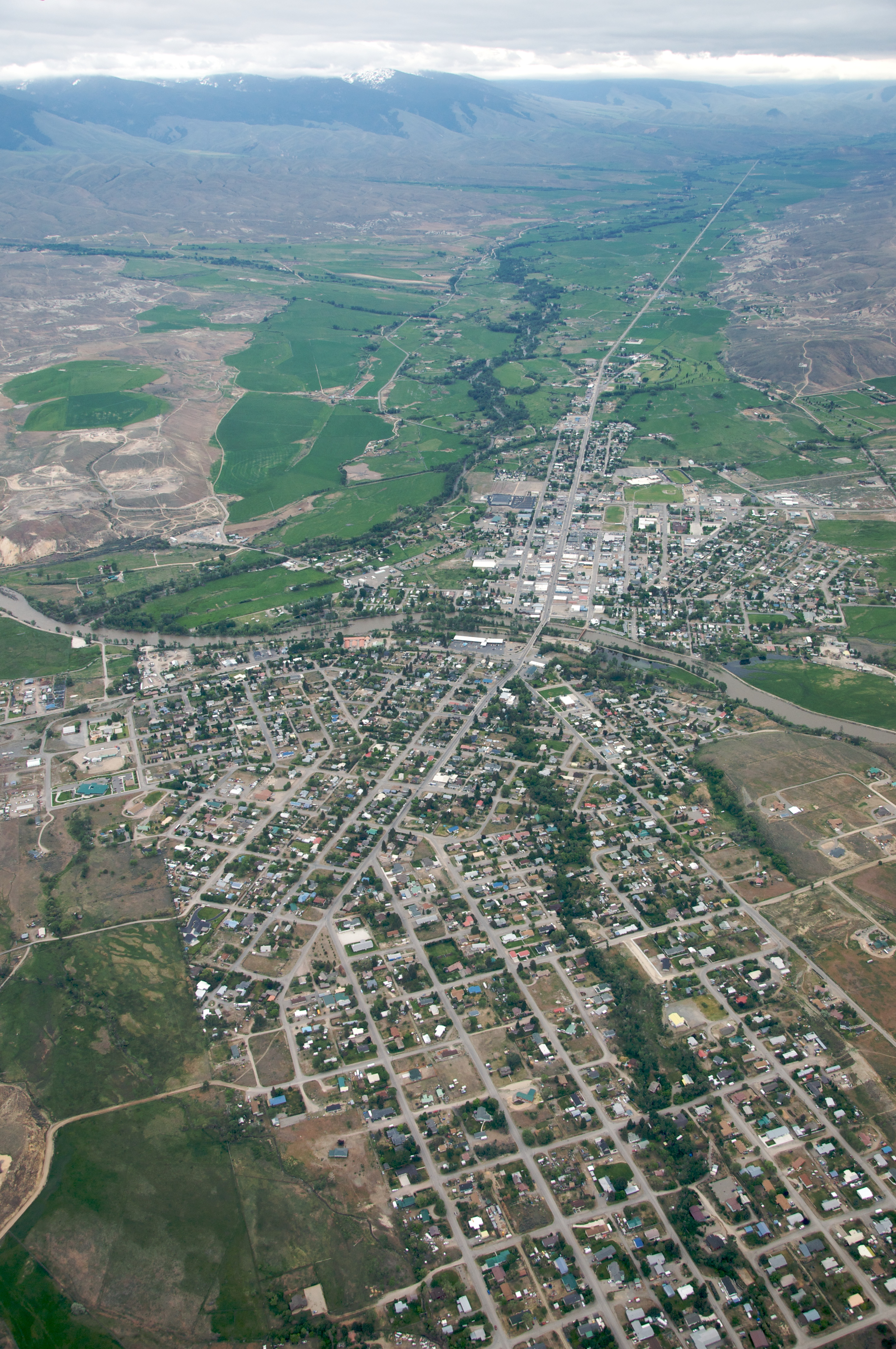
Blick über Salmon und Teile des Countys

Nach der Volkszählung im Jahr 2000 lebten im Lemhi County 7.806 Menschen. Davon wohnten 27 Personen in Sammelunterkünften, die anderen Einwohner lebten in 3.275 Haushalten und 2.217 Familien. Die Bevölkerungsdichte betrug 1 Person pro Quadratkilometer. Ethnisch betrachtet setzte sich die Bevölkerung zusammen aus 96,6 Prozent Weißen, 0,1 Prozent Afroamerikanern, 0,6 Prozent amerikanischen Ureinwohnern, 0,2 Prozent Asiaten und 0,8 Prozent aus anderen ethnischen Gruppen; 1,7 Prozent stammen von zwei oder mehr Ethnien ab. 2,2 Prozent der Bevölkerung waren spanischer oder lateinamerikanischer Abstammung.
Von den 3.275 Haushalten hatten 28,6 Prozent Kinder unter 18 Jahren, die bei ihnen lebten. 57,8 Prozent davon waren verheiratete, zusammenlebende Paare. 6,9 Prozent waren allein erziehende Mütter und 32,3 Prozent waren keine Familien. 27,7 Prozent waren Singlehaushalte und in 12,4 Prozent lebten Menschen mit 65 Jahren oder älter. Die Durchschnittshaushaltsgröße betrug 2,38 und die durchschnittliche Familiengröße war 2,91 Personen.
25,5 Prozent der Bevölkerung waren unter 18 Jahre alt, 5,5 Prozent zwischen 18 und 24 Jahre, 22,7 Prozent zwischen 25 und 44 Jahre, 29,5 Prozent zwischen 45 und 64 Jahre. 16,8 Prozent waren 65 Jahre oder älter. Das Durchschnittsalter betrug 43 Jahre. Auf 100 weibliche Personen kamen 99,2 männliche Personen. Auf 100 Frauen im Alter ab 18 Jahren kamen 97,5 Männer.
Das jährliche Durchschnittseinkommen der Haushalte betrug 30.185 USD, das Durchschnittseinkommen der Familien 35.261 USD. Männer hatten ein Durchschnittseinkommen von 30.558 USD, Frauen 18.289 USD. Das Prokopfeinkommen betrug 16.037 USD. 10,6 Prozent der Familien und 15,3 Prozent der Einwohner lebten unterhalb der Armutsgrenze.

## Orte im County
- Baker
- Carmen
- Cobalt
- Forney
- Gibbonsville
- Gilmore
- Hahn
- Leadore
- Leadville
- Leesburg
- Lemhi
- May
- Nicholia
- North Fork
- Patterson
- Salmon
- Shoup
- Tendoy
- Yellowjacket